# اصطناع كامل
الاصطناع الكامل هو الاصطناع الكيميائي التام لجزيء معقد، مثل منتج طبيعي ما من مركبات طليعية بسيطة ومتوفرة تجارياً.
عادة ما يشير المصطلح إلى العمليات الكيميائية التي لا تتضمن عمليات حيوية، مما يميزه بالتالي عن الاصطناع الجزئي. يهدف الاصطناع الكامل عادة إلى اكتشاف طرق كيميائية رائدة لتحضير مركبات غير متوفرة في الطبيعة، لها تطبيقات دوائية أو صناعية.

## اقرأ أيضاً
- اصطناع عضوي
- اصطناع جزئي